# Siouxsie Sioux
Siouxsie Sioux, właśc. Susan Janet Ballion (ur. 27 maja 1957 w Londynie) – piosenkarka zespołu rockowego Siouxsie and the Banshees (1976-1996, 2002) oraz The Creatures (1981-2004). Allmusic określił Siouxsie „jednym z najbardziej wpływowych brytyjskich wokalistów ery rocka”. W 2011 roku została nagrodzona za wybitny wkład na muzykę przez Q Awards, a w 2012 roku otrzymała nagrodę na gali Ivor Novello Awards "Nagrodę dla inspiratorów".

## Dyskografia

### Albumy: The Creatures (Siouxsie + Budgie)
- 1983: Feast
- 1989: Boomerang
- 1997: A Bestiary of [CD compilation z Wild Things (ep 1981), Feast (album 1983) i „Right Now" (single 1983)]
- 1999: Anima Animus
- 2003: Hai!

### Albumy: Siouxsie
- 2007: Mantaray

### Wideografia Dvd Siouxsie
- 2005: Dreamshow (live Londyn 2004)
- 2009: Finale: The Last Mantaray and More Show (live Londyn 2008)